# Rue d'Alembert
Pour les articles homonymes, voir D'Alembert (homonymie).
La rue d’Alembert est une voie publique du quartier du Petit-Montrouge du 14e arrondissement de Paris, en France.

## Situation et accès
Orientée nord-sud, la rue d'Alembert débute au 17, rue Hallé et se termine au 2, rue Bezout.
Elle est desservie à proximité par les stations de métro Mouton-Duvernet (lignes 4) et Denfert-Rochereau (lignes 4 et 6), par la gare de Denfert-Rochereau du RER (ligne B) et par plusieurs lignes de bus de la RATP.

## Origine du nom
Cette voie porte depuis 1864 le nom de Jean Le Rond d’Alembert (1717-1783), philosophe et mathématicien français, qui collabora à l’Encyclopédie.

## Historique

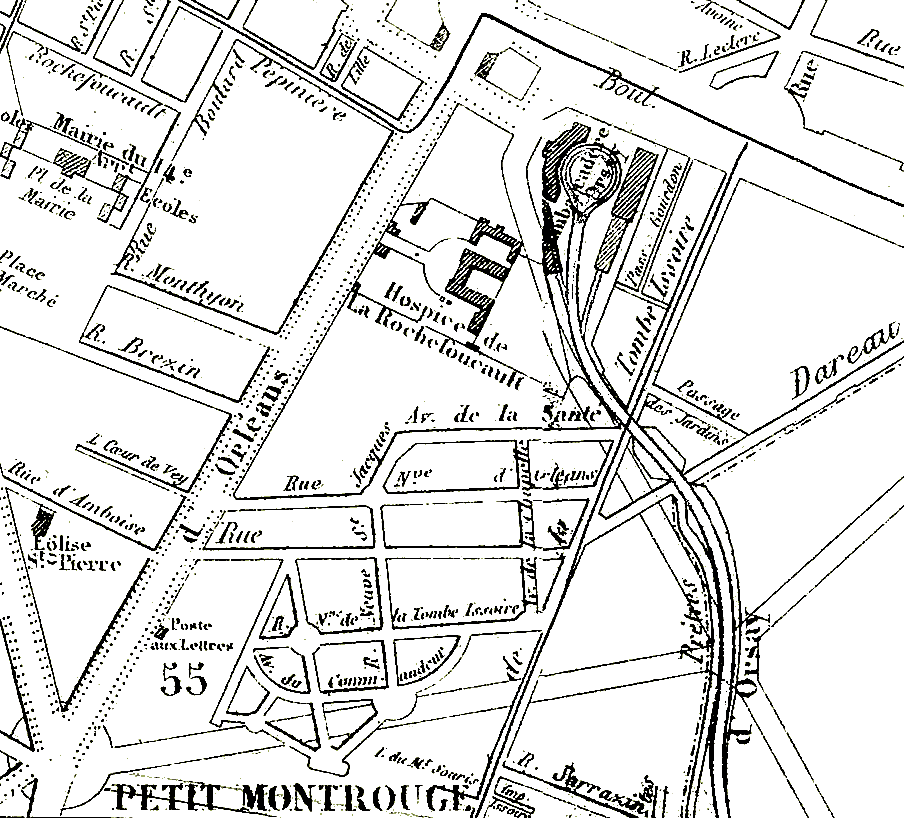
Carte du 14e arrondissement de Paris (extrait) d'Andriveau-Goujon, de 1868, sur laquelle la voie figure encore sous son ancienne dénomination rue de la Chapelle.

L'actuelle rue d'Alembert est ouverte en 1830 sous la dénomination « avenue de la Chapelle » au Petit-Montrouge alors sur le territoire de la commune de Montrouge dont l'annexion à Paris est décidée en 1859 et effective en 1860. La rue est classée dans la voirie de Paris en 1863 et renommée « rue d'Alembert » en 1864.
Elle fait partie du village d'Orléans ou quartier d’Orléans ou quartier de la Commanderie, créé au cours des années 1830 par Léopold Javal, par lotissement de terrains au sud de l’hospice de la Rochefoucauld (actuel hôpital La Rochefoucauld) entre la route d’Orléans (actuelle avenue du Général-Leclerc) et la rue de la Tombe-Issoire.

## Bâtiments remarquables et lieux de mémoire
Au XIXe siècle, la voie a eu pour riverains, au numéro suivant (numérotage de l'époque) : 
- no 16 avenue de la Chapelle :
— vers 1859[6]/1862[7] l'entomologiste Eugène Desmarest (1816-1890) ;
— vers 1863[8], le sculpteur franco-américain Joseph Mezzara (1820-1901). Il a pour élèves et beaux-frères Rudolph (1844-1903) et Ferdinand Leenhoff (1841-1914) dont il a épousé, en 1856, la sœur Mathilde (1837-1922). Ferdinand Leenhoff habite alors à proximité, sur le « boulevard d'Enfer[8] » (boulevard Raspail). La fratrie Leenhoff se réjouira en cette même année 1863 du mariage de la sœur aînée Suzanne Leenhoff (1830-1906) avec l'artiste peintre Édouard Manet (1832-1883).

- No 1 : immeuble de 1894 (architecte Gustave Poirier)[9]. Ce bâtiment communique avec le 15/17 rue Hallé.